# Abou Ghorab
Abou Ghorab (arabe : أبو غراب prononcé en arabe égyptien : [ˈæbu ɣoˈrɑb], également connu sous le nom d'Abu Gurab, Abu Ghurab) est une localité d'Égypte située à quinze kilomètres au sud du Caire, entre Saqqarah et Al-Jīzah, à environ un kilomètre au nord d'Abousir, sur le bord du plateau désertique sur la rive ouest du Nil. La localité est surtout connue pour le temple solaire du roi Niouserrê Ini, le temple solaire le plus grand et le mieux conservé, ainsi que le temple solaire d'Ouserkaf, tous deux construits au XXVe siècle avant notre ère pendant la période de l'Ancien Empire. Les preuves suggèrent que jusqu'à six temples solaires ont été construits au cours de la Ve dynastie, cependant, seuls les deux temples mentionnés précédemment (Niouserrê et Ouserkaf) ont été fouillés,. Abou Ghorab est également le site d'un cimetière dynastique datant de la Ire dynastie.

## Cimetière de l'Ancien Empire
Au nord du temple du soleil de Niouserrê se trouve un cimetière datant de la Ire dynastie, où des personnes appartenant aux rangs moyens de la société égyptienne antique sont enterrées. La zone est principalement utilisée comme lieu de sépulture pendant la Ve dynastie et devient presque obsolète en tant que nécropole après cette dynastie.

## Temple solaire de Niouserrê

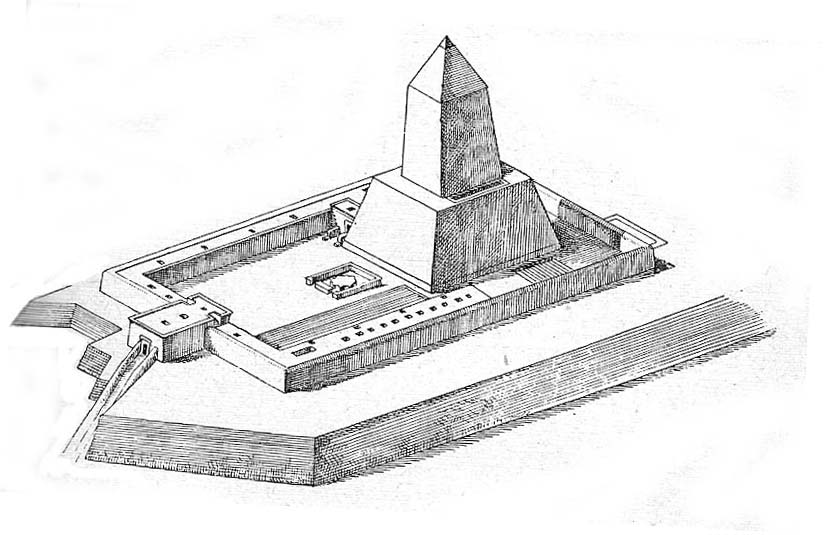
Reconstruction du temple solaire de Niouserrê à Abou Ghorab, par Gaston Maspero.

Le temple solaire de Niouserrê est fouillé par les égyptologues Ludwig Borchardt et Friedrich Wilhelm von Bissing entre 1898 et 1901, pour le compte du Musée de Berlin,. Le temple est situé près de Memphis, et est étroitement lié à la nécropole d'Abousir, à la fois géographiquement et fonctionnellement.
Le temple est construit sur les ordres de Niouserrê Ini, sixième roi de la Ve dynastie. Les dates exactes de son règne sont inconnues, mais on estime qu'il monte sur le trône au début de la seconde moitié du XXVe siècle avant notre ère. Niouserrê construit également un complexe pyramidal dans ce qui est alors la nécropole royale à un kilomètre au sud d'Abou Ghorab à Abousir. Le temple a probablement été construit à la fin du règne de Niouserrê. Il est construit en l'honneur du dieu égyptien du soleil Rê et nommé (Ssp-ib-R') signifiant « l'endroit préféré de Rê » ou « la joie de Rê »,.

## Autres ruines
L'expédition archéologique allemande sous la direction de Friedrich Wilhelm von Bissing découvre les ruines de grands bâtiments de briques crues sous le temple solaire de Niouserrê à Abou Ghorab. Il est possible que ceux-ci représentent les restes du temple solaire de Néferefrê, appelé Ra Hotep, « la table d'offrande de Rê », bien que cela soit encore conjectural.
En août 2022, des archéologues de l'Académie polonaise des sciences de Varsovie annoncent la découverte d'un temple vieux de 4 500 ans dédié au dieu solaire égyptien Rê. Le temple solaire récemment découvert est fait de briques de boue et mesure environ soixante mètres de long sur vingt mètres de large. Selon Massimiliano Nuzzolo, codirecteur des fouilles, les débarras et autres pièces auraient pu être utilisés à des fins cultuelles et les murs du bâtiment sont tous enduits de noir et blanc. Le portique d'entrée en forme de L avec deux colonnes en calcaire et est en partie en calcaire blanc. On y découvre également des dizaines de jarres de bière bien conservées et plusieurs récipients doublés de rouge, des empreintes de cartouche, y compris des cartouches des pharaons qui ont régné pendant les Ve et VIe dynasties. L'un des premiers cartouches pourrait appartenir au pharaon Chepseskarê, qui gouverne l'Égypte avant Niouserrê.